# ヤマジオウ
ヤマジオウ（山地黄、学名: Ajugoides humilis (Miq.) Makino）は、シソ科ヤマジオウ属に分類される多年草の1種。シノニムがLamium humile (Miq.) Maxim.で、広義のオドリコソウ属として扱われることもある。種小名のhumilisは、小さいを意味する。和名は葉がゴマノハグサ科のジオウに似ていることに由来する。

## 特徴
地下茎を長く地中にのばして繁殖する。茎は高さ5-10 cmになり、下向きの白毛があり、枝分かれしない。葉は倒卵形で長さ3-7 cm、幅2-5 cm、先は円く、あらい鋸歯があり、基部はくさび形でごく短い葉柄があり、ほぼロゼット状に並んで、裏面の脈上および表面に斜上毛があり、表面にしわがあり、2-3対が茎の上部につく。

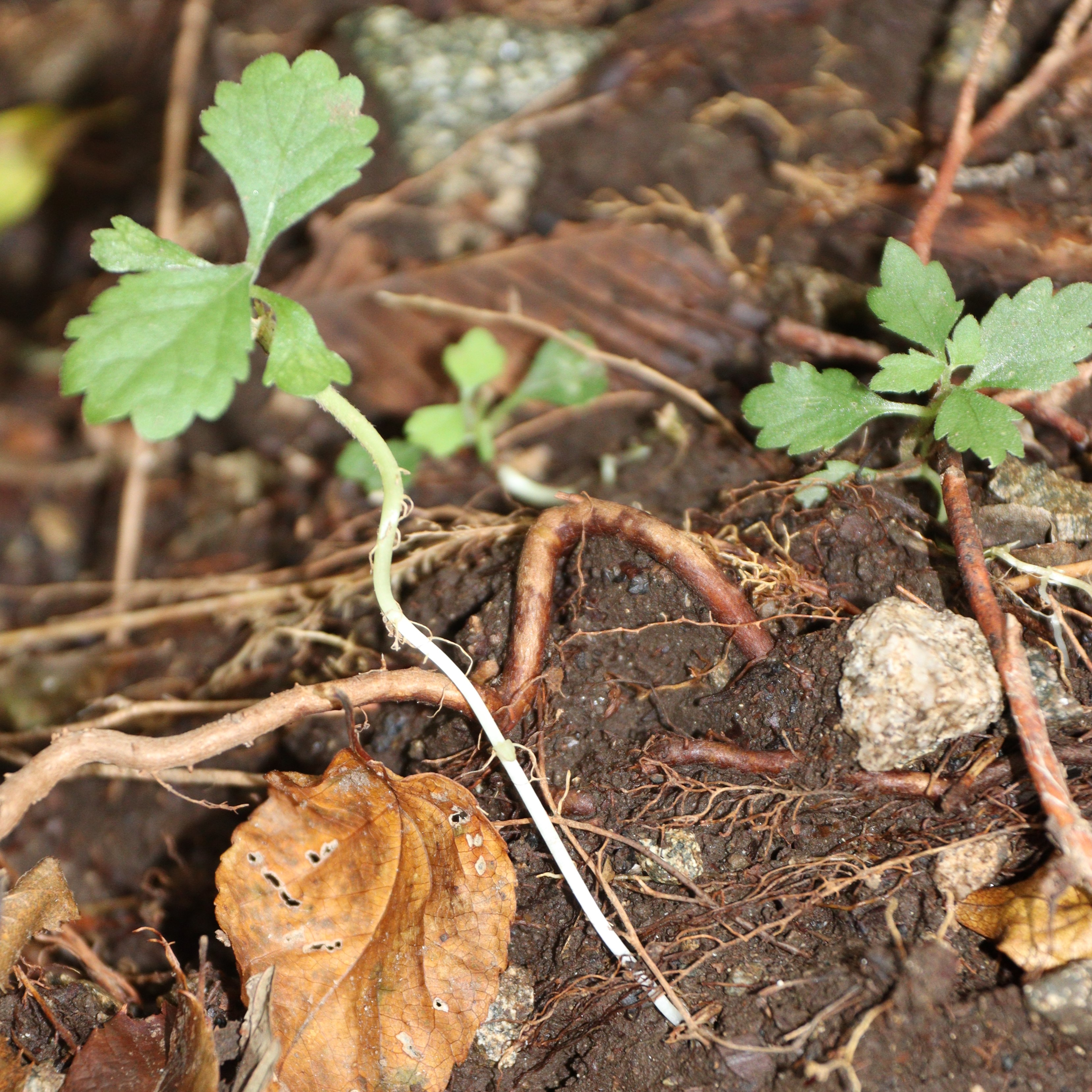
地下茎を長く地中にのばして繁殖する
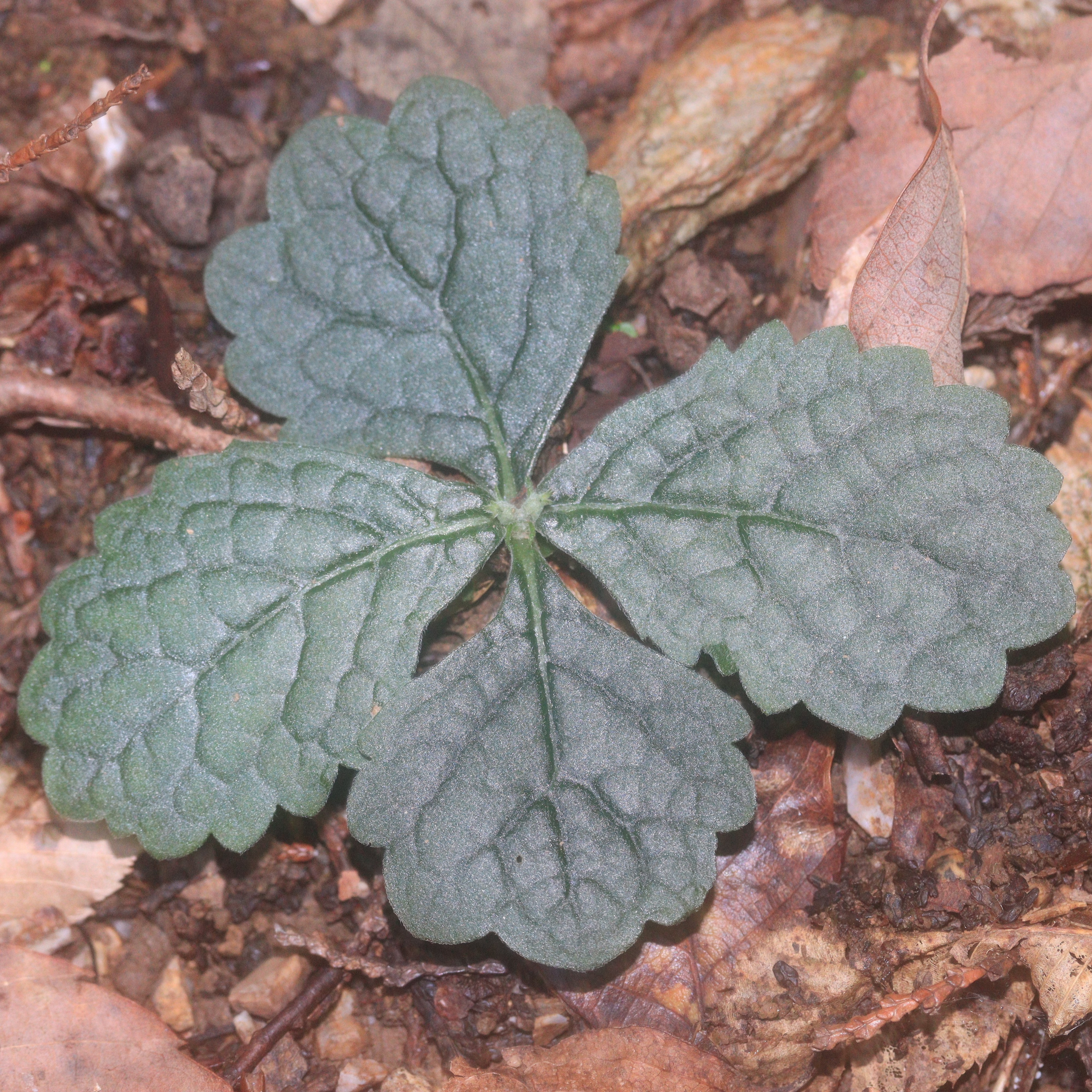
葉は倒卵形で先は円く、あらい鋸歯がある

茎の先端部の葉腋に薄淡紅色の花を1-数個つける。花冠は長さ1.5-1.8 cm、外面に毛が多く、花喉部にも毛があり、筒部は湾曲せず、下唇は5-6 mmで開出する。上唇は直立し、下唇は3裂する。萼は長さ7-8 mmで5中裂し、毛が多い。花期は8月。果実は4分果、長さ約2 mm、鋭い3稜がある。

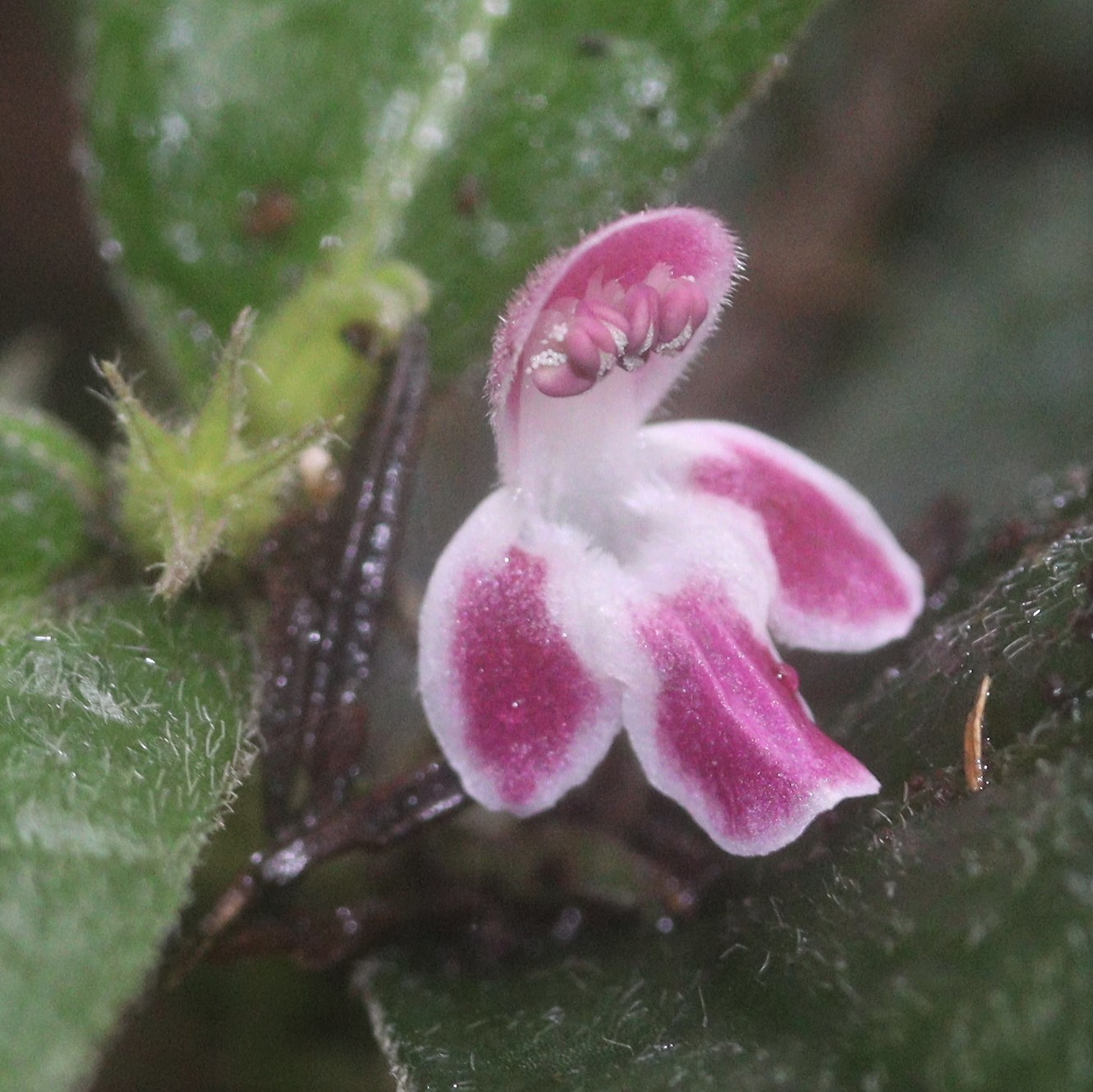
茎の先端部の葉腋に薄淡紅色の花をつける
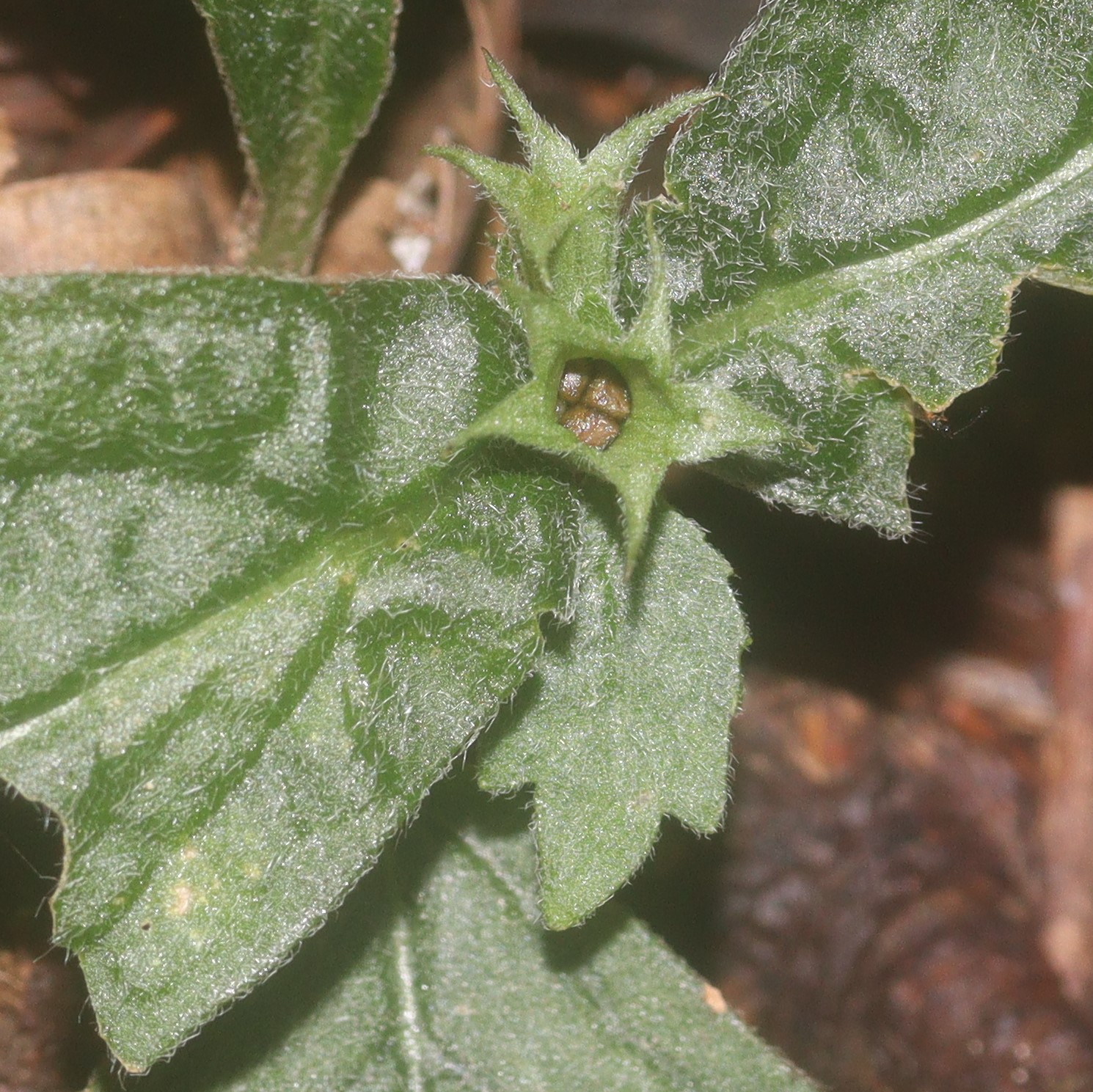
萼は5中裂し、果実は4分果

日本産オドリコソウ属（広義）の染色体基本数はx=9であることが知られていたが、基本数が複数存在していることが明らかになり、本種ではx=17も知られている。染色体数および核型式は2n=34=26m+8sm。

## 分布と生育環境

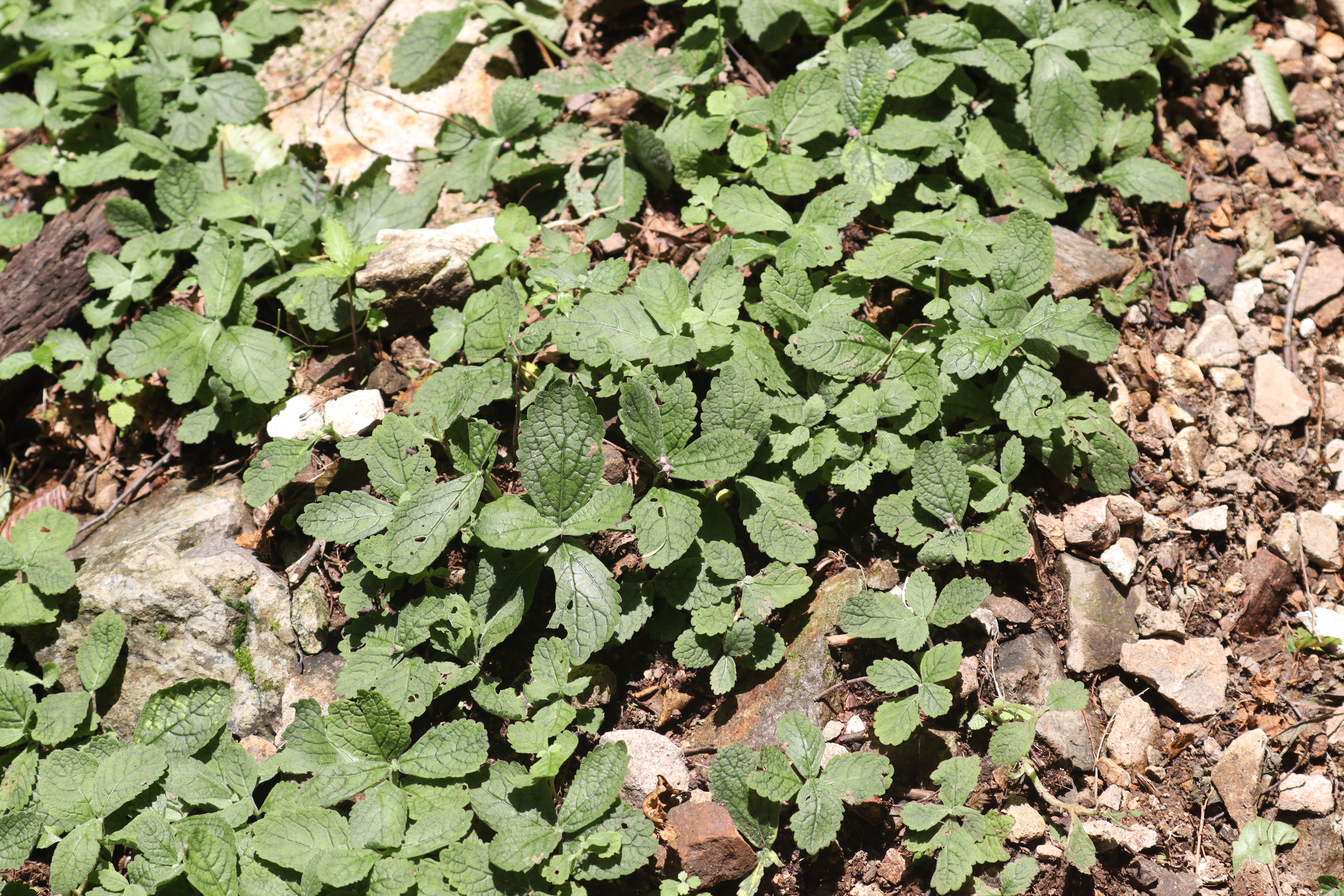
山地の林内の木陰に生育するヤマジオウ

日本の固有種で、本州（神奈川県以西の太平洋側）、四国、九州に分布する。
山地の林内の木陰に生育する。

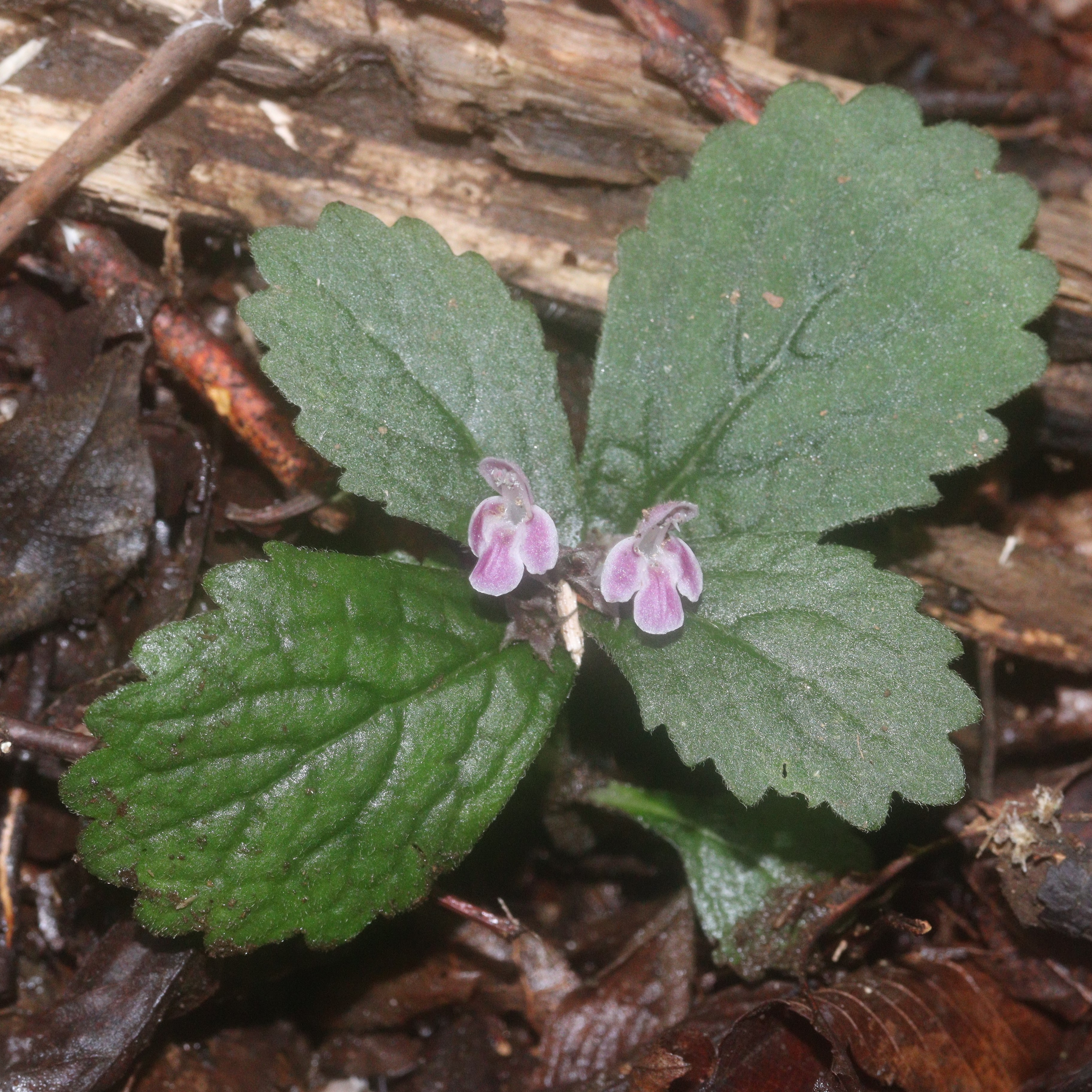
開花した個体のヤマジオウ

## 種の保全状況評価
日本では環境省による国レベルのレッドリストの指定を受けていないが、以下の都道府県でレッドリストの指定を受けている。
- 絶滅危惧IA類（CR） - 東京都西多摩[9]
- Aランク - 兵庫県[10]
- 絶滅危惧IB類（EN） - 長野県[11]
- 準絶滅危惧 - 大阪府[12]
- 分布特性上重要な種 - 鹿児島県